# Corredor de Beira
El corredor de Beira és la comunicació entre Zimbàbue (abans Rhodèsia), que no té costa, i l'oceà Índic a través de territori de Moçambic. Un ferrocarril enllaça Beira amb Harare. Aquest ferrocarril fou construït a finals del segle XIX; el 1892 arribava a Vila Pery (Chimoio), i d'allà va arribar a la frontera el 1897 per seguir després fins a Salisbury (Harare).
Aquesta línia va tenir gran importància estratègica del 1967 al 1979. Primer va treure de l'aïllament al règim blanc de Rhodèsia, que havia proclamat la independència unilateralment i s'abastia en bona part per aquesta línia fèrria (també hi havia un oleoducte i una carretera estratègica) aliat al règim feixista colonialista de Portugal. Beira era el port més proper de territori rhodesià. Després de la independència de Moçambic el 25 de juny de 1975, el règim rhodesià va quedar aïllat, només comptant amb l'ajut de Sud-àfrica, i va haver d'obrir negociacions que van portar a la independència efectiva sota un govern de majoria negra (1980), amb el nom de Zimbàbue.